# Mehrfamilienhaus Delftstraße 11
Das Mehrfamilienhaus Delftstraße 11 in der niedersächsischen Kreisstadt Cuxhaven im Landkreis Cuxhaven stammt aus den 1920er/30er Jahren. Es wird aktuell (2024) für Wohnungen genutzt.
Das Gebäude steht unter Denkmalschutz (siehe auch Liste der Baudenkmale in Cuxhaven).

## Geschichte und Beschreibung
Die Delftstraße zwischen der Abendrothstraße und dem Karl-Olfers-Platz wurde 1927 benannt nach dem Delftstrom, einem alten Entwässerungspriel. Hier entstand zwischen 1928 und 1930 die Gruppe Wohnhäuser Delftstraße in geschlossener Blockrandbebauung.

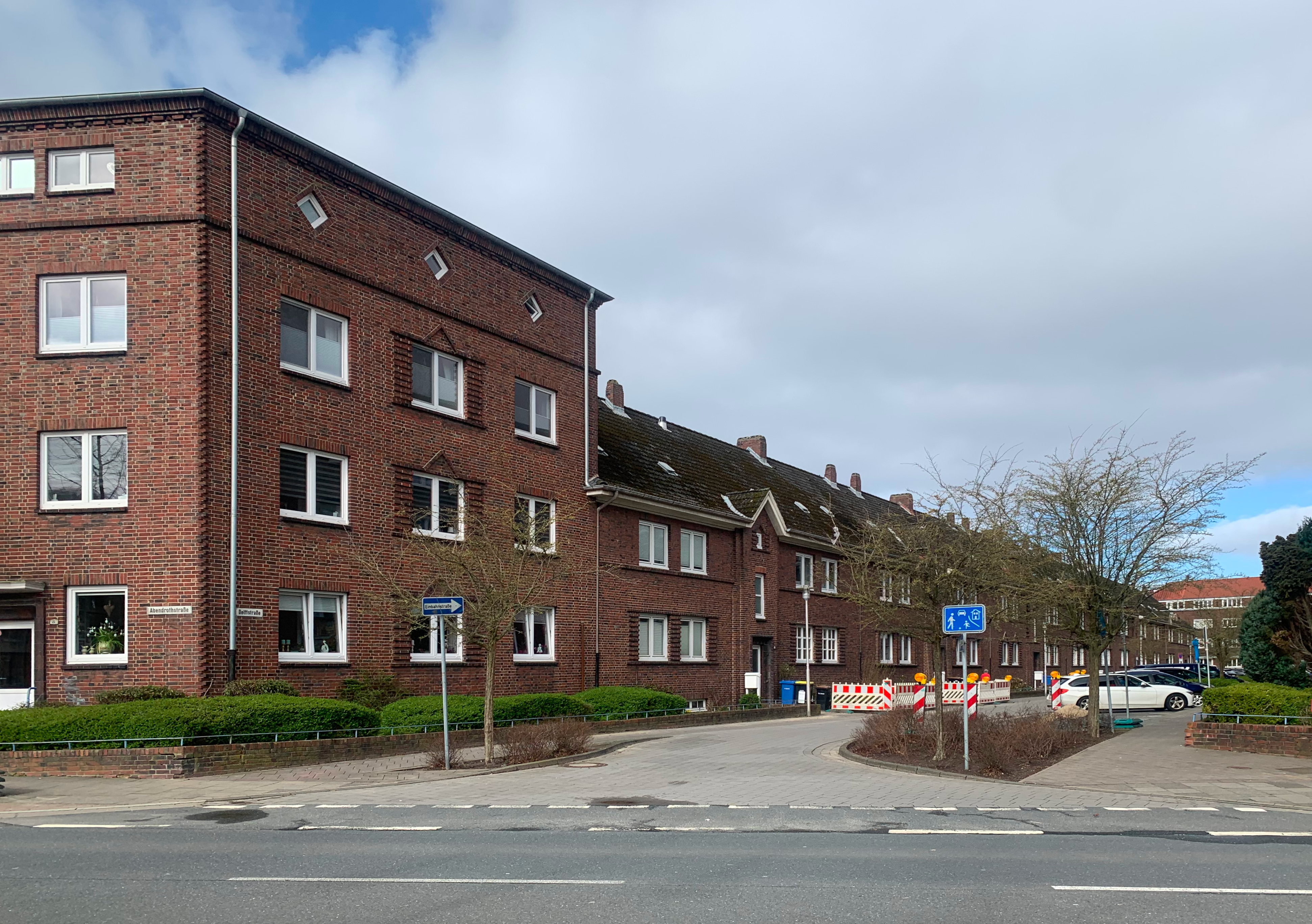
Delftstraße 1 bis 13

Das zweigeschossige traufständige verklinkerte Gebäude auf Keller mit ziegelgedecktem Satteldach wurde 1929/30 für die Gemeinnützige Siedlungsgenossenschaft nach Plänen von P. H. Noris gebaut. Die Fassade wurde gegliedert und gestaltet durch den risalitartig ausgebildeten Eingang, darüber ein Spitzgiebel, seitlich davon stilisierte Strebepfeiler, Türlaibung mit Keramikplatten in geometrischen Mustern sowie horizontale Bänder in Backstein, vor allem seitlich der Fenster.
Das Landesdenkmalamt befand u. a.: „… Die Erhaltung des Wohnhauses Delftstraße 11 als Teil der Wohnbebauung an der Abendroth- und Delftstraße liegt wegen der geschichtlichen und städtebaulichen Bedeutung im öffentlichen Interesse.“
Architekt Noris entwarf in Cuxhaven auch das Mehrfamilienhaus Olfers-Eck, Delftstraße 15–19 und die anderen Häuser der Wohngruppe.